# Krzysztof Goździewski
Krzysztof  Goździewski (ur. 1963 w Przasnyszu) – polski astronom.
Od 1997 roku pracuje w Katedrze Astronomii i Astrofizyki, Centrum Astronomii Uniwersytetu Mikołaja Kopernika w Toruniu. Interesuje się mechaniką nieba, układami planetarnymi, astrofizyką obserwacyjną oraz metodami numerycznymi, obliczeniami w środowiskach wieloprocesorowych, systemem operacyjnym Unix.
Opracował metodę GAMP (Genetic Algorithm with MEGNO Penalty), wykorzystującą więzy stabilności w modelowaniu obserwacji wielokrotnych układów planetarnych  (np. w odniesieniu do prędkości radialnych, astrometrycznych, chronometrażowych). Brał udział w odkryciach planet pozasłonecznych: HD 160691 d (lub e), HD 102272 b, 14 Herculis c oraz weryfikacji systemów planetarnych HD 82943, HD 128311, HD 37124, HD 191760, HR 8799, HU Aquarii, Ni Octantis.

## Wybrane publikacje
- Testing a hypothesis of the ν Octantis planetary system
- On the HU Aquarii planetary system hypothesis
- First results from the Calan-Hertfordshire Extrasolar Planet Search: exoplanets and the discovery of an eccentric brown dwarf in the desert
- Is the HR8799 extrasolar system destined for planetary scattering?
- On the Extrasolar Multiplanet System around HD 160691
- Trojan pairs in the HD 128311 and HD 82943 Planetary Systems?
- Stability of the Triangular Libration Points in the Unrestricted Planar Problem of a Symmetric Rigid Body and a Point Mass
- Dynamical analysis of the orbital parameters of the HD 82943 planetary system
- Global dynamics of planetary systems with the MEGNO criterion
- Nonlinear stability of the Lagrangian libration points in the Chermnykh problem
- Semi-analytical model of librations of a rigid moon orbiting an oblate planet
- On the Gravitational fields of Pandora and Prometheus
- System for Normalization of a Hamiltonian Function Based on Lie Series